# Borostyánkősav
A borostyánkősav (IUPAC név: butándisav) 
egy dikarbonsav a következő képlettel: 
HOOC–CH2–CH2–COOH
Szobahőmérsékleten a tiszta borostyánkősav szilárd anyag, színtelen, szagtalan kristályok formájában. Olvadáspontja 185 °C, forráspontja  235 °C. Kétértékű sav, az észtereit dialkil-szukcinátoknak nevezzük, szabályos sói a szukcinátok, savanyú sói a hidrogén-szukcinátok. A borostyánkősav anion (szukcinát) formájában részt vesz a citromsavciklusban.

## Történet
A borostyánkősav régóta ismert vegyület, elsőként Agricola állította elő a borostyánkő hevítésével 1550-ben, innen a neve.
Régebben a borostyánból állították elő, és főleg külsőleg használták reumás fájdalmak, vagy belsőleg a kankó kezelésekor.

## Előállítás
Régebben borostyánból állították elő, ma a borostyánkősavat kémiai reakcióval malein- vagy fumársavból nyerik.

## Biokémia
A szukcinát anion részt vesz a citromsav-ciklusban és képes elektront átadni az elektrontranszportláncnak a következő reakcióban:
szukcinát + FAD → fumarát + FADH2
A reakciót a szukcinát-dehidrogenáz enzim katalizálja  (vagy a mitokondriális elektrontranszportlánc II komplexe). 
A komplex 4 alegységből álló membrán-kötött lipoprotein, amely a szukcinát oxidációját az ubikinon redukciójával csatolja.
Az  elektronátvivő intermedierek a FAD és három Fe2S2 központ, melyek a B alegység részei.

## Fizikai és kémiai tulajdonságok
- Színtelen, kristályos anyag.
- Olvadáspontja 188 °C.
- Forráspontja 235 °C.
- Fontos származékai a gyűrűs anhidridek.

## Biztonság
A borostyánkősav/szukcinilsav gyúlékony és korrozív, égési sérüléseket okozhat.
"Belégzése, lenyelése és bőrön keresztül történő felszívódása veszélyes. Kezelés után mosson kezet. A szemkontaktus súlyos sérülést okozhat." Táplálékkiegészítőként biztonságos, az FDA jóváhagyta.

## Élelmiszeripari felhasználása
Az élelmiszeriparban elsősorban ízfokozóként, valamint savanyúságot szabályozó anyagként alkalmazzák E363 néven. Napi maximum beviteli mennyisége nincs korlátozva, ismert mellékhatása nincs.